# Monte Bandai
Il Monte Bandai (1.819 m) è un vulcano che si trova in Giappone nella parte nord dell'isola di Honshū. È una delle cime più alte dell'isola.
Il Monte Bandai era originariamente chiamato "Iwahashi-yama" che significa "una scala di roccia verso il cielo". A volte viene chiamato "Aizu Fuji" e "Aizu Bandai". Il piede sud si chiama Omotebandai e il piede nord si chiama Urabandai. Visto da Omotebandai, la montagna sembra avere una forma regolare, ma vista da Urabandai la montagna mostra una forma a ferro di cavallo, a causa del suo collasso.

## Attività vulcanica
Le attività tipiche dell'attività del monte Bandai sono le colate di detriti e il crollo del settore. Il monte Bandai non ha subito un flusso di lava dopo l'eruzione di circa 10 000 anni fa. Le indagini sui sedimenti hanno mostrato che la storia del vulcano può essere suddivisa in 6 sezioni. Si pensa che il periodo di attività vulcanica risalga a circa 290.000 anni fa quando ci furono 2 eruzioni di scorie, dopo l'attività del monte.

### Storia del Monte Bandai; le 6 sezioni
1. Non è chiaro quando sono iniziate le attività vulcaniche del Monte Bandai, ma si ritiene che prima di circa 290.000 anni fa fosse inattivo e si sia attivato solo dopo le attività del vulcano Nekoma, che si trova ad ovest, da 1,1 milioni di anni fa a 350.000 anni fa.
2. Circa 290.000 anni fa, ci furono due eruzioni di scorie.
3. Da circa 210000 anni a 200000 anni fa ci furono diverse eruzioni di scorie e pomici.
4. Circa 165.000 a 145.000 anni fa, ci furono eruzioni di cenere vulcanica e pomice.
5. Da circa 80.000 anni fa a 65.000 anni fa, ci furono eruzioni sub-plinarie e vulcaniane di pomice, che ruppero la forma della montagna.
6. Circa 40.000 a 50.000 anni fa, ci fu un'attività continua con le eruzioni di pomice e il collasso del settore.

### Eruzione del 1888
Il 15 luglio 1888 ci fu un'esplosione di vapore acqueo in un'eruzione di Kobandai. Si ritiene che l'acqua calda sotterranea che sgorgava continuamente avesse danneggiato la montagna e questo l'abbia fatta crollare, causando una valanga di detriti che ha seppellito 5 villaggi sul lato nord della montagna e uccidendo 477 persone.
Il governo ha lanciato un'inchiesta per indagare sull'eruzione, seguita da Kiyokage Sekiya e Yasu Kikuchi. Il governo ha fornito assistenza e ha tentato di ricostruire i villaggi colpiti. Sono state condotte ricerche approfondite, comprese indagini sulle cause dell'eruzione e sull'entità del danno: questa fu una misura insolita da prendere al momento. Furomo anche scattate foto dettagliate degli eventi.
Sono state raccolte donazioni pari a ¥ 38.000 (che equivale a circa ¥ 1,5 miliardi attualmente) e queste sostennero lo sforzo di soccorso e ripristino. L'organizzazione della Croce Rossa giapponese fu coinvolta nel soccorso dopo essere stata costituita l'anno precedente (1887) a seguito di un'eruzione e questo fu il suo primo coinvolgimento in tempo di pace in soccorso. A Goshikinuma è stato eretto un monumento per onorare coloro che hanno aiutato nei soccorsi.